# Ninsianna
Ninsianna (dNin-si4.an-na, dNin-si-an-na), die Ištar des Sterns (dU.DAR mul) oder die „Rost-Rote Herrin des Himmels“, ist eine altbabylonische Göttin.
Sie ist vermutlich die Gattin von Kapta, dem „Erhabenen des Himmels“ (dmah.di.[an].na). Auf einer Tontafel aus Ur (Nr. 140, 1, 10) wird sie der „reine und erhabene Richter“ genannt. Meist ist sie in ein Falbel-Gewand gekleidet. Auf Rollsiegeln wird sie auch als Kriegsgöttin dargestellt, mit Krummschwert und löwenköpfiger Keule. Ninsianna trägt gewöhnlich einen Stern auf ihrer Hörnerkrone.
In einem Gebet aus Tell-ed-Dēr wird Ninisanna als Gottheit des Morgensterns jedoch als männliche Gottheit angerufen.
Ninsianna wird unter anderem in einem Gebet des Herrschers Ur-Nanše angerufen, in dem er sich beklagt, dass sie ihn vergessen habe und er von Bedrängnis heimgesucht wird. Die Venus-Tafeln des Ammi-ṣaduqa beschreiben den Auf- und Untergang von Ninsianna, also der morgendlichen Venus, und beschreiben die jeweilige Vorbedeutung, z. B.: im Monat ulul, am 24. Tag, erscheint Ninsianna im Westen, „das Herz des Landes ist glücklich“.
Ninsianna ist auch als theophorer Namensbestandteil belegt, zum Beispiel bei dem Schreiber Lu-Ninsianna im altbabylonischen  Sippar oder Awīl-Ninsianna in einem Brief aus ebenfalls altbabylonischer Zeit.